# NAB1
NAB1‏ (NGFI-A binding protein 1) هوَ بروتين يُشَفر بواسطة جين NAB1 في الإنسان.